# 鈴木忠義
鈴木 忠義（すずき ただよし、1924年9月20日 - 2018年2月18日）は、日本の観光学者・景観学者。東京工業大学名誉教授。農学博士。観光資源評価委員会委員長 、河川リゾート研究会、日本観光研究学会初代会長。「当て塾」塾長、株式会社世田谷川場ふるさと公社社長を歴任。東京出身。

## 経歴
旧制東京府立第七中学校卒業後、一浪して弘前高等学校に進学。1949年東京大学第二工学部土木工学科卒業。星埜和に師事。その後観光地を研究しようと田村剛の助言に従い、東京大学大学院林学専攻に進学しようと加藤誠平を頼るが、加藤の提案により演習林職員に採用される。こうして1949年東京大学農学部付属演習林日雇、1950年同演習林助手。
1961年東京大学工学部土木工学科専任講師、1963年助教授、大学院生物系研究科併任。同年11月、都市工学科助教授。
1965年東京大学大学院工学系研究科併、1966年東京工業大学工学部土木工学科に転任、都市工学科は併任。東京大学高山研、丹下研らと福島県猪苗代観光開発計画に参加。
1969年東京工業大学工学部社会工学科教授。同年多摩美術大学建築科講師。
1973年東京大学農学部および大学院農学研究科併任。
1982年東京農業大学農学部教授に転任、1990年東京農業大学大学院農学研究科造園学専攻の発足に伴い併任。1995年株式会社アイ・エヌ・エー特別顧問。東京農業大学客員教授。
1969年日本造園学会賞受賞、1985年「観光レクリエーション計画に関する一連の研究」で日本都市計画学会石川賞受賞。1996年第14回日本造園学会上原敬二賞受賞。2002年世田谷区民栄誉章受章、2003年勲三等瑞宝章受勲、2017年世田谷区名誉区民。

## 著書
- 『自動車旅行の休泊施設』国際観光協会監修 理工図書、1957
- 『人間に学ぶまちづくり』九州建設弘済会、2003
- 『都市と農山村の交流』世田谷川場ふるさと公社、2011

### 共著編
- 『観光道路』（加藤誠平と共著）土木雑誌社、1955
- 『サービス施設と道路景観工学』（中村良夫、田村幸久らと共編著）技術書院、1973
- 『現代観光論』有斐閣双書、1974
- 『観光・レクリエーション計画』土木工学大系30（共編著）彰国社、1984
- 『人間に学ぶみちづくり』編者代表、道路緑化保全協会、2005
- 『みんなでつくる美しい道』編著、道路緑化保全協会  技報堂出版、2007

### 翻訳
- シルビア・クロー『道路と景観』鹿島研究所出版会、1965
- クリストファー・タナード、ボリス・プシュカレフ『国土と都市の造形』訳著 鹿島出版会、1966